# Tongestaltung
Tongestaltung (englisch Sound Design) ist die kreative Arbeit mit Klängen und Geräuschen. Heute ist die englische Bezeichnung Sound Design, seltener Sounddesign, auch im deutschen Sprachraum gebräuchlicher.

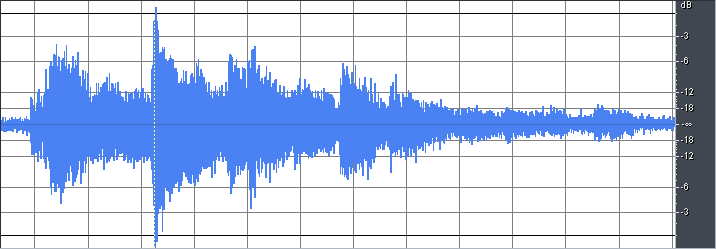
Ein digitalisiertes Tonsignal – Basis vieler Tongestaltungsvorgänge

Anwendungsbereiche der Tongestaltung sind, neben Filmen und Hörspielen, Freiluftaufführungen, Oper, Musical und Sprechstück sowie Rundfunkmedien wie Hörfunk und Fernsehen, zunehmend auch neuere Gebiete wie Multimedia-Anwendungen und Computerspiele. Neben der Ausdehnung der Nutzungsmöglichkeiten haben sich auch die technischen Prozesse erweitert, mit denen gearbeitet wird, so dass sich mittlerweile weitere Aufgabenfelder in der Medienproduktion entwickelt haben. Dazu zählen unter anderem Geräusch- und Musikberatung, Produktion funktioneller Musik, sowie die Bearbeitung und Restaurierung historischer Aufnahmen.
Bei der Gestaltung von Musik, Soundlogos, Hörmarken und Soundscapes kommen, neben den technischen und künstlerischen Aspekten, die Gestalttheorie und die Gestaltpsychologie zum Tragen.

## Tongestaltung bei Filmen
In der Postproduktion von Filmen wird darunter die gestalterische Arbeit an allen akustischen Elementen mit Ausnahme der Musik verstanden, also an Dialog, Geräuschen, Atmosphären und Soundeffekten. Diese Klangelemente werden – je nach Budget und Verwendungszweck – von Geräuschemachern produziert und selbst aufgenommen und/oder aus Geräuscharchiven entnommen und anschließend bearbeitet. So kann aus tibetanischem Mönchsgesang das Geräusch eines Raumschiffs entstehen, aus Gibbongebrüll die Sirene eines fliegenden Polizeiautos aus der Zukunft.
Die Gestaltung des Tons wird von dramaturgischen Anforderungen bestimmt und soll die Bildwirkung unterstützen: Er gibt die realen Komponenten des Films wieder, also beispielsweise die Dialoge der Akteure, das Plätschern eines Baches, den Start eines Flugzeuges. Diese Geräusche sind notwendig, um beim Zuschauer die Illusion zu erzeugen „im Geschehen“ dabei zu sein. Er kann aber auch zusätzliche Informationen enthalten, die nicht im Bild zu sehen sind, beispielsweise eine sich unterhaltende Menschenmenge, die hinter einer verschlossenen Tür steht und nicht im Bild zu sehen ist.
Außerdem können Klangelemente unmittelbar die Gefühlsebene der Zuschauer ansprechen. Dies geschieht zunächst durch die akustischen Dimensionen wie bestimmte Frequenzen, eine rhythmische Gestalt und/oder die Lautstärke bzw. dynamische Entwicklung. Unter anderem können hohe sirrende Klangobjekte enervierend, tiefe rumpelnde Geräusche bedrohlich wirken. Bestimmte Klänge können auch unbewusste Erinnerungen wachrufen.
Ein weiterer Faktor, der die Tongestaltung beeinflussen kann, sind Genrekonventionen, denn jedes Genre hat ein eigenes Klangrepertoire hervorgebracht, was aber auch beständig erweitert wird.

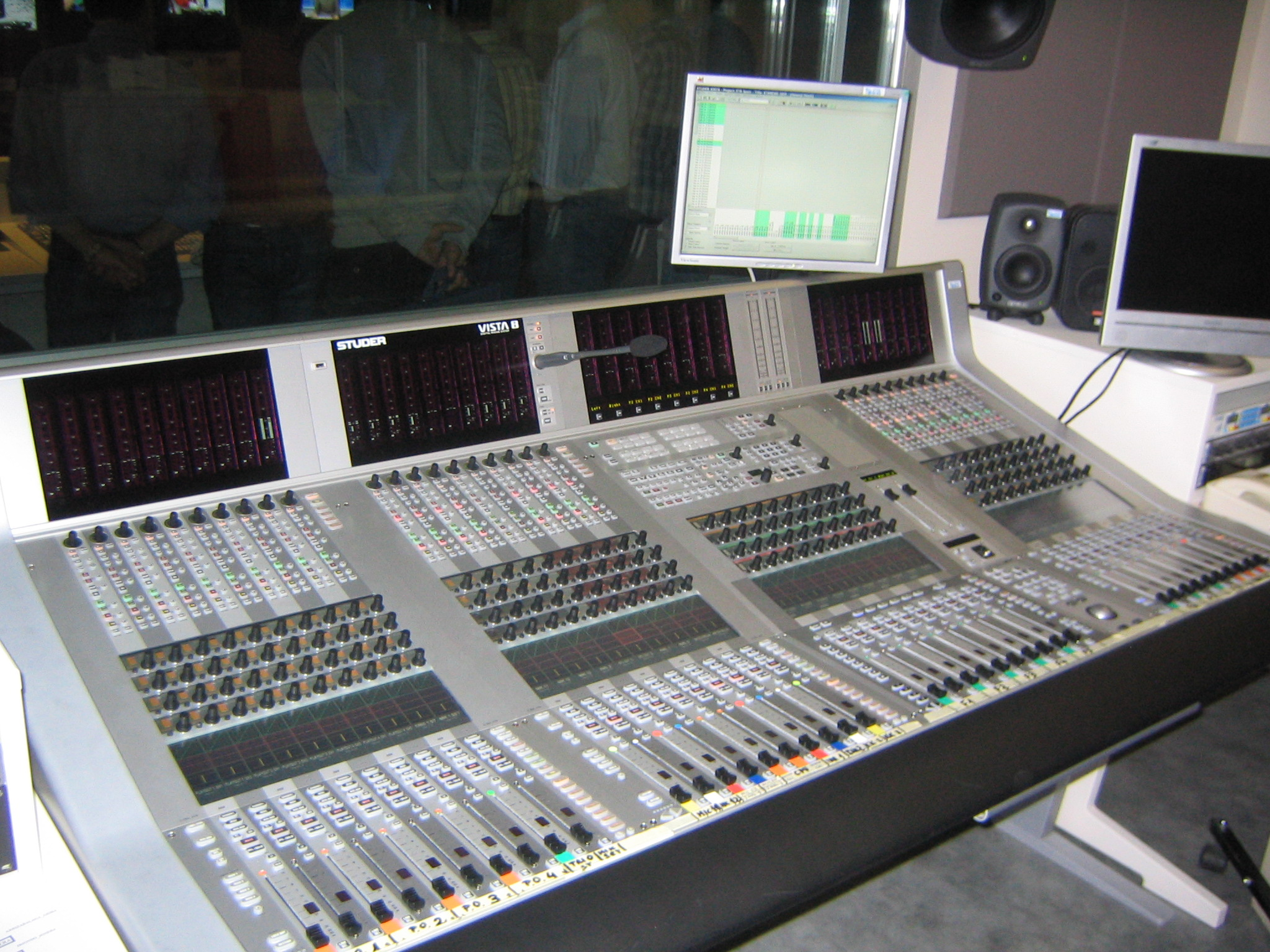
Moderne digitale Audiomischstation

## Tongestaltung in den Medien
Im Hörfunk wird der Begriff Sound Design als Bezeichnung für das „Layout“ eines Senders, den technischen Klang (Einstellung der Bearbeitungsgeräte wie z. B. Optimod) und die Produktion der damit verbundenen Elemente (Jingles, Trailer, Transitions usw.) verwendet. Die Abteilung Sound Design ist verantwortlich für die Produktion, Aktualisierung und Weiterentwicklung des Stationsounds.
Außerdem lässt sich der charakteristische Klang einer Marke oder eines Unternehmens gestalten. Der Corporate Sound als akustischer Teil des Corporate Design-Gesamtkonzepts findet sich z. B. bei Großunternehmen und Fernsehprogrammen wie Das Erste oder ProSieben. Eine wichtige Rolle in Hörfunk und Fernsehen spielen zudem sogenannte Trenner, die entweder einzelne Programme akustisch voneinander trennen, etwa wenn eine neue Sendung beginnt, oder aber den Anfang und das Ende eines Werbeblocks signalisieren. Auch diese Sounds sind meist Teil des Corporate Designs und fügen sich stilistisch in das akustische Gesamtbild ein.

## Tongestaltung für Sprechstück, Musical und Oper
Seit den frühen 1970er Jahren werden Mikroports auch im Theater eingesetzt, beginnend am Broadway, ab 1974 erstmals in Europa in den Jedermann-Aufführungen der Salzburger Festspiele mit Curd Jürgens. Da dessen rauchige Stimme ohne Verstärkung nicht über den gesamten Domplatz reichte, wurde diese Form gewählt. Für das Musical A Chorus Line, 1975 zuerst am Off-Broadway und unmittelbar darauf bis 1990 am Broadway gezeigt, wurden Tänzer zumeist ohne Stimmausbildung verpflichtet. Daher waren Mikroports unerlässlich, sie wurden auch rasch in weiteren Broadway-Produktion Standard. Meist sind diese Mikrophone fleischfarben gestaltet, damit sie möglichst nicht auffallen.
Technologische Standards setzten auch die Bregenzer Festspiele in zweierlei Hinsicht: Einerseits wurde das Orchester um 2006 in einem eigenen Orchesterhaus untergebracht und wird seither via Mikrophone und Lautsprecher übertragen. Dadurch werden die Instrumente vor plötzlich einsetzendem Regen geschützt. Andererseits wurde das Bregenzer Richtungshören entwickelt, welches ermöglicht, dass die auf der weltweit größten Seebühne agierenden Darsteller vom Publikum akustisch und optisch übereinstimmend lokalisiert werden. Die Bregenzer Innovationen wurden maßgeblich für sämtliche Freilichtbühnen der Welt.
Nach 2000 startete sukzessive die Verbreitung von Mikroports auch im Sprechtheater, insbesondere in großen Häusern und in Theatern mit schwieriger Akustik. Heute zählen Sound Design und Tonverstärkung zu den Standards beispielsweise des Burgtheaters in Wien, aber auch der Schaubühne am Lehniner Platz in Berlin. Insbesondere Regisseure, wie Andreas Kriegenburg, Katie Mitchell oder Jette Steckel setzen Mikroports ein, um intime Szenen zu ermöglichen und ihre Inszenierungen der Ästhetik des Kinos anzugleichen.

## Tongestaltung bei Computerspielen
Durch die rasante Entwicklung der Videospielbranche, die danach strebt, möglichst realitätsnah zu sein, ist der Beruf des Sounddesigners immer wichtiger geworden. So wird z. B. in Ego-Shootern versucht, die Geräusche der Waffen zu optimieren, in Autorennsimulationen sind die Fahr- und Unfallgeräusche fast nicht mehr von echten zu unterscheiden. In Computer-Rollenspielen und Actionspielen wird der Spielverlauf zusätzlich durch Musik dramatisiert, was dem interaktiven Geschehen auf dem Bildschirm vergleichbare emotionale Stimulationen verleiht wie im Filmbereich.

## Tongestaltung im industriellen Kontext
Der Begriff wird auch im industriellen Kontext und Produktdesign verwendet. Dabei geht es um Definition und Umsetzung von akustischen Qualitäten einzelner Bauteile und Baugruppen, um dem Benutzer des Produktes bestimmte Eigenschaften oder bestimmte Funktionen zu signalisieren. Beispiele:
- Im Bereich der Automobilfertigung wird Motorengeräusch über den Auspuff, die Abstimmung der Motorlager, die Motoraufhängung und den Ansaugtrakt gestaltet, um den Erwartungen unterschiedlicher Zielgruppen zu entsprechen. Entsprechend werden auch Türen durch Dämmung und Schloss akustisch optimiert.[5] Die Analyse von Geräuschen eines Automobils fanden bereits in den 1920er Jahren statt, damals aber noch nicht im Kontext einer Klangerzeugung, sondern eine Klangeinschätzung. So ließ das London and Home Counties Traffic Advisory Committee am 28. Dezember 1926 einen Kraftwagen durch zentrale Knotenpunkte der Londoner Innenstadt fahren und mit einer Wachsplatte die Geräusche aufnehmen, die in den Fahrzeuginnenraum gelangten. Das dominierende Geräusch war das Krachen des Getriebes beim Schalten, während von außen nur ein diffuses „Dröhnen“ und keinerlei Geräusche von Fußgängern eindrang.[6]
- Bei Getränkeflaschen wird durch die Formgebung ein spezieller Klang beim Öffnen und Ausgießen der Flasche erreicht.[7]
- Bei Würstchen wird das Knackgeräusch beim Anbiss untersucht und optimiert.[8]

## Tongestaltung für Synthesizer und Sample-basierte Hard- und Software-Instrumente
Die Klanggestaltung für Synthesizer und Sample-Player ist ein eigener Berufszweig, bei dem der Sound Designer Klänge für einen bestimmten Synthesizer oder Sampler erfindet oder ein akustisches Instrument durch das Multisampling-Verfahren realistisch abbildet. Viele Softwarefirmen beschäftigen heute Klanggestalter und bieten die produzierten Klänge als Zubehör für ihre virtuellen Instrumente an, viele Sound Designer machen sich auch selbstständig, und bieten ihre Kreationen im Internet zum Verkauf an. Zahlreiche Komponisten und Musiker benutzen diese Klänge und virtuellen Instrumente dann in ihren eigenen Kompositionen.

## Studium
Sound Design gibt es international an verschiedenen Hochschulen als eigenständigen postgradualen Studiengang oder als Schwerpunkt eines Design-Studiengangs.
- FH Joanneum Graz, Sound Design[9], (MA)
- Humboldt-Universität zu Berlin, Unter den Linden 6, D-10099 Berlin – Studiengang Musik und Medien (BA)[10]
- FH Dortmund, Film & Sound[11], (BA, MA)
- Kunstuni Graz, Sound Design[12], (MA)
- Universität der Künste Berlin, Sound Studies[13], (MA)
- University of Glasgow, Sound Design[14], (MSc)
- University of Edinburgh, Sound Design[15], MSc
- Zürcher Hochschule der Künste, MA Komposition und Theorie, Sound Design[16], (MA)